# Diablo Range
Diablo Range je pohoří ve středozápadní části Kalifornie ve Spojených státech amerických. Leží přibližně 140 km jihovýchodně od San Francisca. Je součástí Kalifornského pobřežního pásma. Nejvyšším vrcholem pohoří je San Benito Mountain (1 597 m).

## Geografie
Rozkládá se ze severozápadu směrem na jihovýchod. Na sever od Diablo Range leží Sanfranciský záliv, západně leží Salinas Valley, respektive Santa Lucia Range, jižně leží Temblor Range a východně San Joaquin Valley, jižní část Velkého kalifornského údolí.
Horské pásmo má průměrnou nadmořskou výšku 910 m.

## Flora a fauna
Z rostlin zde nejvíce rostou porosty keřů, travin a nižší duby. Nejčastěji zastoupenými stromy jsou stálezelené duby (Quercus agrifolia) a duby modré (Quercus douglasii), dále pak jírovec kalifornský (Aesculus californica) a dub černý (Quercus kelloggii). Z fauny zde žijí draví ptáci, například orel skalní nebo káně rudoocasé. Ze savců například v Kalifornii endemický druh jelena wapiti (Cervus canadensis nannodes), hojně je zastoupený poddruh jelence ušatého (Odocoileus hemionus columbianus).